# Референдумы в Швейцарии (1903)
Референдумы в Швейцарии проходили 15 марта и 25 октября 1903 года. Мартовский референдум по федеральному закону о тарифах был одобрен 59,6% голосов избирателей. Другие три референдума прошли 25 октября. Референдум о федеральном уголовном праве, гражданская инициатива по швейцарским жителям, избирающим Национальный совет и поправка к Статье 32-бис Конституции были все отклонены.

## Избирательная система
Референдумы о тарифах и уголовном праве были факультативным и требовали для одобрения лишь большинство голосов избирателей. Конституционный референдум по поправке Статьи 32-бис и гражданская инициатива об изменениях в выборах Национального совета являлись обязательными и требовали двойного большинства для одобрения. 

## Результаты

### Референдум по тарифам
| Выбор                                | Голосов | %    |
| ------------------------------------ | ------- | ---- |
| За                                   | 332 001 | 59,6 |
| Против                               | 225 123 | 40,4 |
| Пустых бюллетеней                    | 3 529   | –    |
| Недействительных бюллетеней          | 2 216   | –    |
| Всего                                | 562 869 | 100  |
| Зарегистрированных избирателей/ Явка | 768 125 | 73,3 |
| Источник: Nohlen & Stöver            |         |      |

### Референдум по уголовному праву
| Выбор                                | Голосов | %    |
| ------------------------------------ | ------- | ---- |
| За                                   | 117 694 | 30,8 |
| Против                               | 264 085 | 69,2 |
| Пустых бюллетеней                    | 15 099  | –    |
| Недействительных бюллетеней          | 12 007  | –    |
| Всего                                | 408 885 | 100  |
| Зарегистрированных избирателей/ Явка | 768 105 | 53,2 |
| Источник: Nohlen & Stöver            |         |      |

### Выборы Национального совета
| Выбор                                | Общее голосование | Общее голосование | Кантоны | Кантоны | Кантоны |
| Выбор                                | Голосов           | %                 | Полных  | Полу-   | Всего   |
| ------------------------------------ | ----------------- | ----------------- | ------- | ------- | ------- |
| За                                   | 95 131            | 24,4              | 3       | 2       | 4       |
| Против                               | 295 085           | 75,6              | 16      | 4       | 18      |
| Пустых бюллетеней                    | 13 460            | –                 | –       | –       | –       |
| Недействительных бюллетеней          | 5 363             | –                 | –       | –       | –       |
| Всего                                | 409 039           | 100               | 19      | 6       | 22      |
| Зарегистрированных избирателей/ Явка | 768 105           | 53,3              | –       | –       | –       |
| Источник: Nohlen & Stöver            |                   |                   |         |         |         |

### Поправка к Статье 32-бис Конституции
| Выбор                                | Общее голосование | Общее голосование | Кантоны | Кантоны | Кантоны |
| Выбор                                | Голосов           | %                 | Полных  | Полу-   | Всего   |
| ------------------------------------ | ----------------- | ----------------- | ------- | ------- | ------- |
| За                                   | 156 777           | 40,7              | 4       | 0       | 4       |
| Против                               | 228 094           | 59,3              | 15      | 6       | 18      |
| Пустых бюллетеней                    | 14 674            | –                 | –       | –       | –       |
| Недействительных бюллетеней          | 8 307             | –                 | –       | –       | –       |
| Всего                                | 407 852           | 100               | 19      | 6       | 22      |
| Зарегистрированных избирателей/ Явка | 768 105           | 53,1              | –       | –       | –       |
| Источник: Nohlen & Stöver            |                   |                   |         |         |         |